# 340. strelska divizija (ZSSR)
340. strelska divizija (izvirno rusko 340. стрелковая дивизия; kratica 340. SD) je bila strelska divizija Rdeče armade v času druge svetovne vojne.

## Zgodovina
Divizija je bila ustanovljena septembra 1941 v Balaščkovu.